# Orimarga (Orimarga) inornata
Orimarga (Orimarga) inornata is een tweevleugelige uit de familie steltmuggen (Limoniidae). De soort komt voor in het Australaziatisch gebied.